# Kvädet om Helge Hjorvardsson
Kvädet om Helge Hjorvardsson, är ett kväde som återfinns i samlingen av hjältekväden i den Poetiska Eddans handskrift Codex Regius (Konungsbók) och ingår i en Helgetrilogi tillsammans med Helgakvida Hundingsbana in fyrri och Helgakvida Hundingsbana önnur. Kvädet är svårdaterat, bland annat eftersom det är prosimetriskt (dvs består av såväl poetiska strofer som prosa). Delar av kvädets innehåll kan återgå på arkaisk muntlig tradition.